# Гайнц Кумметат
Гайнц Кумметат (нім. Heinz Kummetat; 19 листопада 1918, Тільзіт — 3 серпня 1943, Атлантичний океан) — німецький офіцер-підводник, оберлейтенант-цур-зее крігсмаріне.

## Біографія
3 квітня 1937 року вступив на флот. З березня 1940 року — 2-й радіотехнічний офіцер легкого крейсера «Кельн». З серпня 1940 року — 2-й вахтовий офіцер і офіцер зв'язку міноносця «Скагеррак». З березня 1941 по березень 1942 року пройшов курс підводника, після чого був переданий в розпорядження 7-ї флотилії. З квітня 1942 року — вахтовий офіцер, з липня 1942 року — 1-й вахтовий офіцер підводного човна U-455. В листопаді-грудні пройшов курс командира човна. З 18 грудня 1942 року — командир U-572, на якому здійснив 3 походи (разом 154 дні в морі). 3 серпня 1943 року U-572 був потоплений в Північній Атлантиці північно-східніше Тринідаду (11°35′ пн. ш. 54°05′ зх. д.) глибинними бомбами американського летючого човна «Марінер». Всі 47 членів екіпажу загинули.
Всього за час бойових дій потопив 3 кораблі загальною водотоннажністю 4510 тонн.
| Дата           | Назва корабля      | Тип              | Тоннаж | Вантаж                             | Екіпаж | Загинули | Країна             | Конвой |
| -------------- | ------------------ | ---------------- | ------ | ---------------------------------- | ------ | -------- | ------------------ | ------ |
| 22 червня 1943 | Lot                | Танкер-заправник | 4,220  | 6000 тонн мазуту                   | 136    | 23       | Франція            | UGS-10 |
| 14 липня 1943  | Harvard            | Вітрильник       | 114    | 490 бочок бензину і 125 бочок гасу | 8      | 0        | Британська імперія |        |
| 15 липня 1943  | Gilbert B. Walters |                  | 176    | 1150 порожніх бочок для бензину    | 11     | 0        | Британська імперія |        |